# Kaplica św. Antoniego z Padwy w forcie Manoel (Gżira)
Kaplica św. Antoniego z Padwy (ang. Chapel of St Anthony of Padua, malt. Kappella ta' Sant'Antnin ta' Padova) – rzymskokatolicka kaplica znajdująca się w forcie Manoel na wyspie Manoela w Gżirze na Malcie. Została zbudowana w 1727 jako integralna część fortu, częściowo zburzona bombardowaniem lotniczym w 1942 podczas II wojny światowej. W latach 2007–2009 zrekonstruowana jako część projektu odbudowy fortu.

## Historia

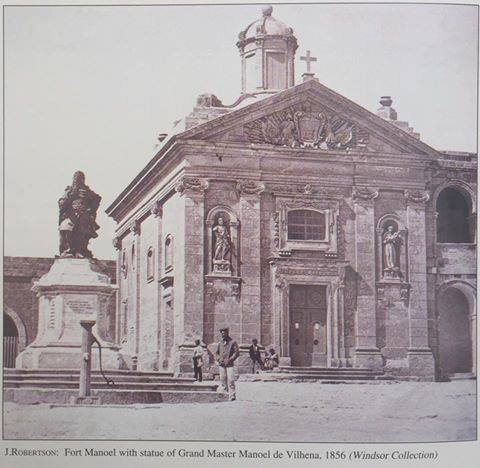
Kaplica św. Antoniego oraz pomnik Antonio Manoela de Vilheny, który stał w forcie w latach 1736–1858, na fotografii Jamesa Robertsona z 1856.

Fort Manoel to fort-gwiazda, który został zbudowany przez Zakon św. Jana w latach dwudziestych XVIII wieku na wyspie Manoela. Budowa została sfinansowana przez wielkiego mistrza Antonio Manoela de Vilheny i nazwany jego imieniem. Ze względu na religijny charakter Zakonu kościoły były ważnym elementem fortyfikacji zakonnych, a kaplica św. Antoniego z Padwy została zaprojektowana jako centralny element na głównym placu fortu.
Kaplica była jedną z pierwszych ukończonych części fortu, a do 1727 budowano jej kopułę i dekorowano wnętrze. Została konsekrowana 9 czerwca 1727 przez biskupa Melchiore Alphera w obecności wielkiego mistrza de Vilheny oraz innych rycerzy i dostojników, w tym dowódcy fortu Gio Alessio Margona. Kaplica stała się kościołem parafialnym w 1728, a 28 czerwca 1729 Michele Angelo Pisani został jego proboszczem.
W czasie, gdy fort był obsadzony przez joannitów, codziennie w kaplicy odprawiano dwie msze święte. W XVIII wieku dwa bractwa, pod wezwaniem św. Antoniego oraz św. Anny, miały pozwolenie na spotkania w kaplicy. Zostały one później połączone w jedno bractwo św. Anny i nadal korzystało z kaplicy aż do 1775, kiedy po „powstaniu księży” ta została zamknięta dla publiczności.
Piazza fortu Manoel, w tym kaplica i pomnik Antonio Manoela de Vilheny, był tematem najwcześniejszych znanych zdjęć Malty, wykonanych w 1840 przez Horace Verneta w czasie, gdy był poddawany kwarantannie w pobliskim Lazzaretto. Jest udokumentowanym, że zdjęcia zostały zrobione w obecności grupy gości, w tym gubernatora Henry’ego Bouverie, ale dziś one same wydają się być utracone.
Podczas II wojny światowej kaplica została trafiona podczas bombardowania lotniczego w 1942. Około dwie trzecie budynku zostało zniszczone, a część ocalałej kamieniarki została skradziona po wojnie. Krypta kaplicy pozostała nienaruszona, ale została zdewastowana, gdy fort został opuszczony po wycofaniu z eksploatacji w 1964.
Budynek pozostawał w ruinie do czasu rekonstrukcji w latach 2007–2009, w ramach projektu renowacji całego fortu podjętego przez MIDI plc. Krypta została również w tym czasie odrestaurowana.

## Architektura

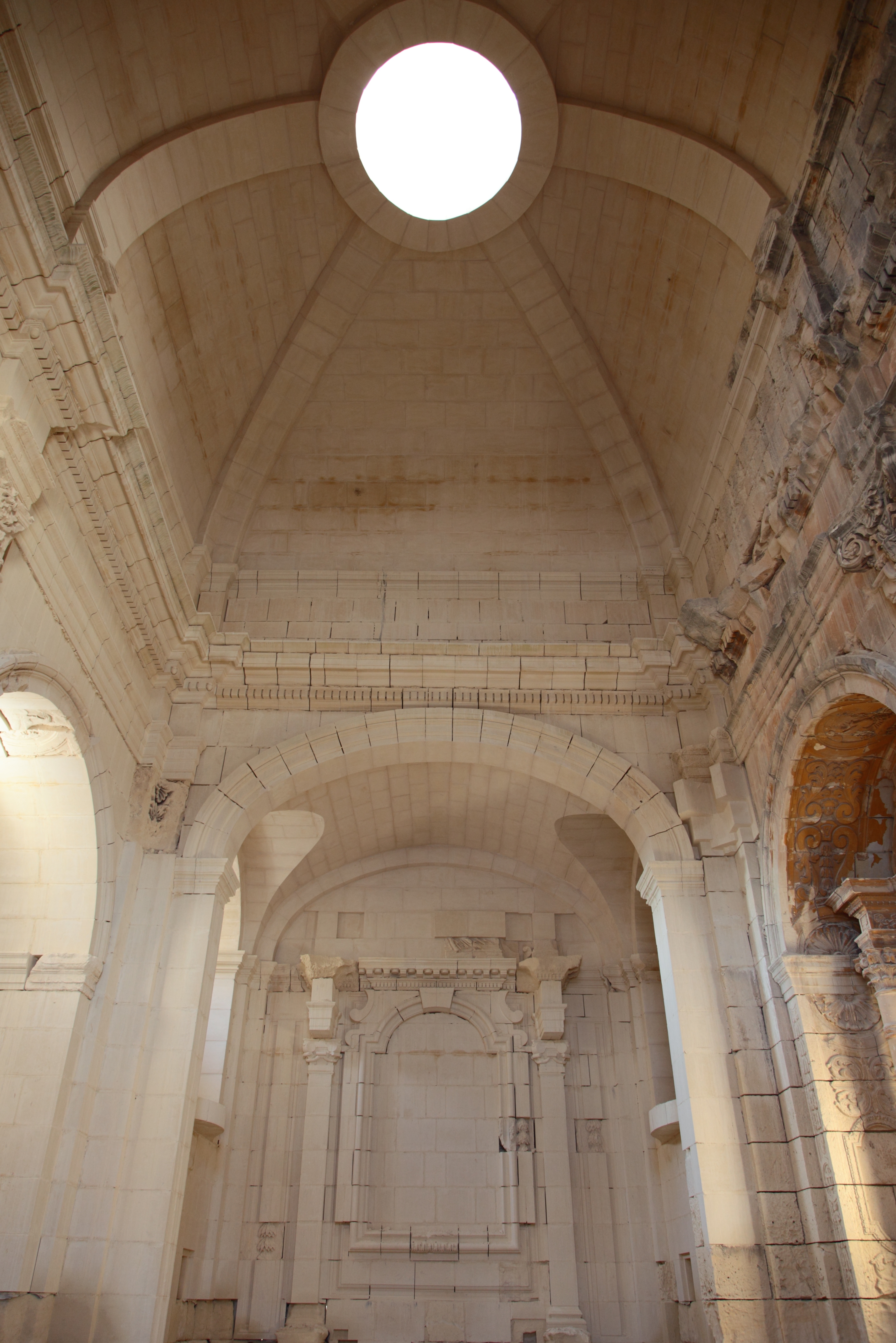
Wnętrze kaplicy w 2009, krótko po zakończeniu rekonstrukcji.

### Wygląd zewnętrzny
Kaplica została zbudowana w stylu barokowym i ma plan prostokąta z małą kopułą. Posiada klasyczną fasadę z centralnym wejściem głównym, cztery jońskie pilastry w wielkim porządku i dwie nisze, w których dawniej znajdowały się posągi świętych Antoniego Padewskiego i Jana Chrzciciela. Fasada zwieńczona jest trójkątnym frontonem, na którym widoczna jest uszkodzona tarcza herbowa, na której znajdował się niegdyś herb de Vilheny, otoczony rzeźbami przedstawiającymi wyposażenie wojskowe. Boczna elewacja kościoła jest raczej prosta, z takimi samymi, jak na fasadzie jońskimi pilastrami, dwojgiem drzwi i pięcioma oknami, z których dwa są okrągłe.

### Wnętrze

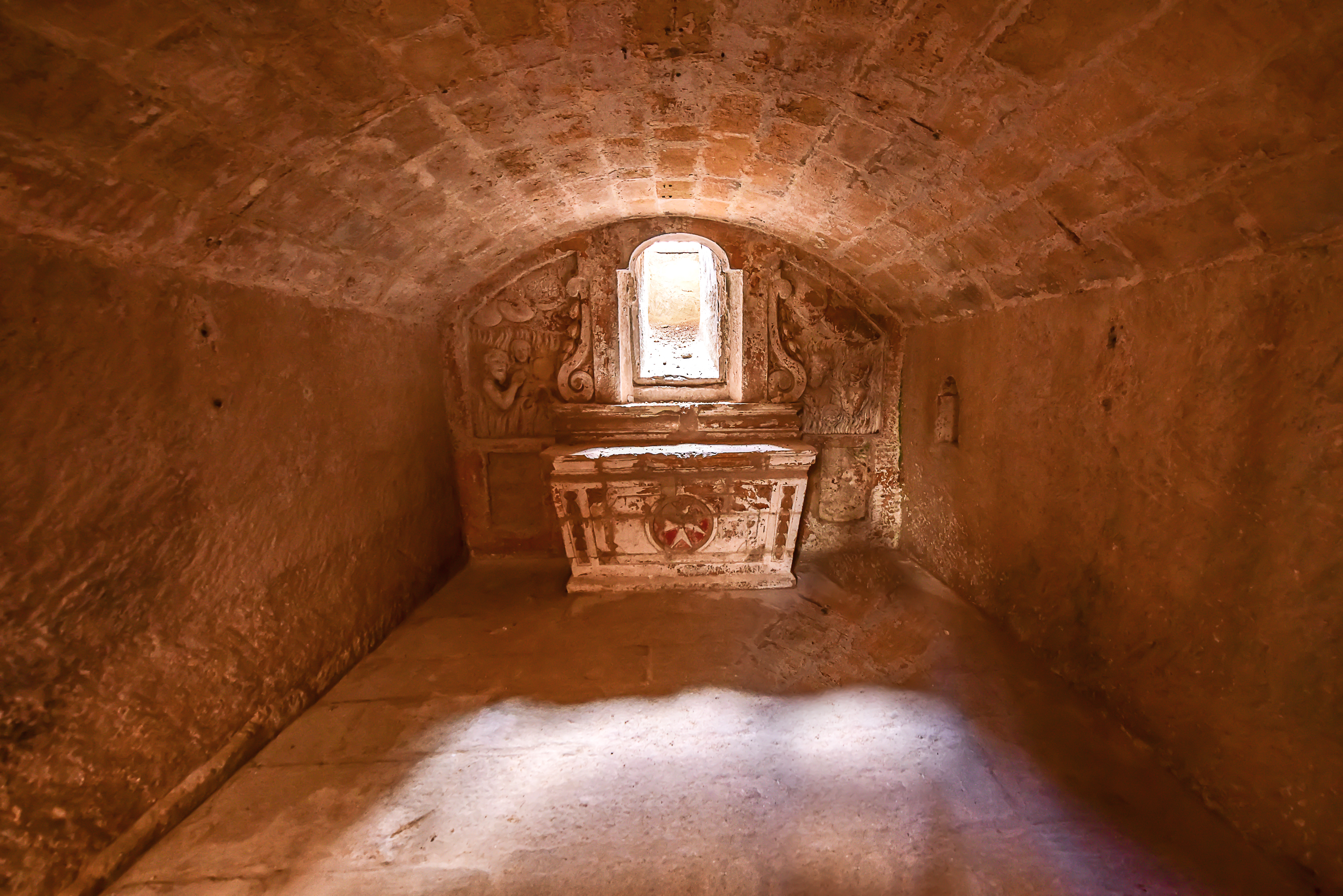
Krypta pod kaplicą w 2018.

Kaplica ma jedną nawę z ołtarzem głównym i czterema ołtarzami bocznymi, a w tylnej części budynku znajduje się zakrystia. Krypta z pojedynczym ołtarzem znajduje się pod kaplicą. Wiadomo, że zostały tam pochowane następujące osoby:
- Charles François de Mondion (1733) - architekt i inżynier wojskowy zaangażowany w projektowanie i budowę fortu
- Mederico Attard (1754)
- Aloisio de Lucia (1760)
- Carmelo Galea (1771)
- Emmanuel Solano (1803) - ostatni kapelan fortu

## Dzieła sztuki i relikwie
Obraz z ołtarza głównego kaplicy, przedstawiający św. Antoniego Padewskiego, został przeniesiony do Narodowego Muzeum Sztuk Pięknych (obecnie MUŻA) w Valletcie. Cztery inne obrazy z ołtarzy bocznych kaplicy zostały zniszczone podczas II wojny światowej. Przedstawiały one św. Annę, Niepokalane Poczęcie, św. Józefa i Wniebowzięcie Najświętszej Maryi Panny.
W kaplicy znajdowało się kilka relikwii, w tym ciało św. Generoso, które było umieszczone w głównym ołtarzu, oraz relikwia Krzyża Prawdziwego, podarowana kaplicy przez de Vilhenę.

## Ochrona dziedzictwa kulturowego
Dziś kaplica znajduje się na liście National Inventory of the Cultural Property of the Maltese Islands pod nr. 1324. 